# Słodowiec
Słodowiec (nome ufficiale: A20 Słodowiec) è una stazione della linea M1 della metropolitana di Varsavia. È stata inaugurata nel 2008.